# توماس گومز
توماس گومز (انگلیسی: Thomas Gomez؛ ۱۰ ژوئیهٔ ۱۹۰۵ – ۱۸ ژوئن ۱۹۷۱) یک هنرپیشه اهل ایالات متحده آمریکا بود.
از فیلم‌ها یا برنامه‌های تلویزیونی که وی در آن نقش داشته است می‌توان به به اصطبل بیا، در زیر سیاره میمون‌ها، نیروی اهریمن، شرلوک هولمز و بانگ وحشت، فاتح اشاره کرد.